# Rouziers
Rouziers é uma comuna francesa na região administrativa de Auvérnia-Ródano-Alpes, no departamento de Cantal. Estende-se por uma área de 8,5 km². Em 2010 a comuna tinha 127 habitantes (densidade: 14,9 hab./km²).